# Chilo
Chilo är ett släkte av fjärilar som beskrevs av Johann Leopold Theodor Friedrich Zincken 1817. Enligt Catalogue of Life ingår Chilo i familjen Crambidae, men enligt Dyntaxa är tillhörigheten istället familjen mott.

## Bildgalleri

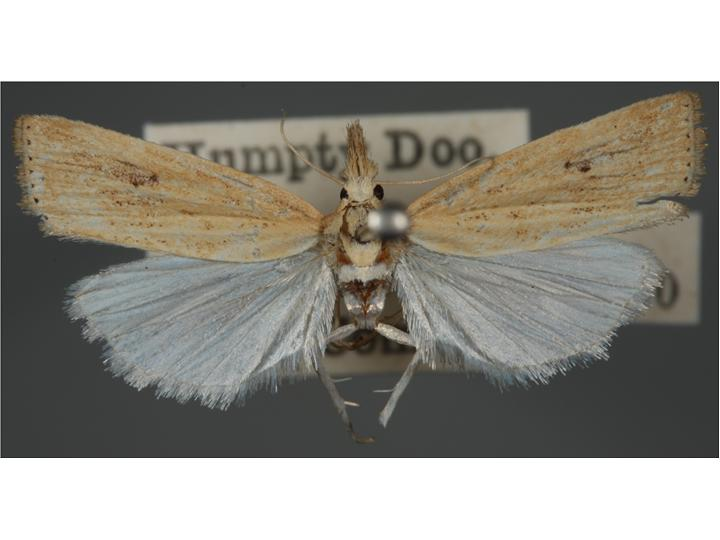
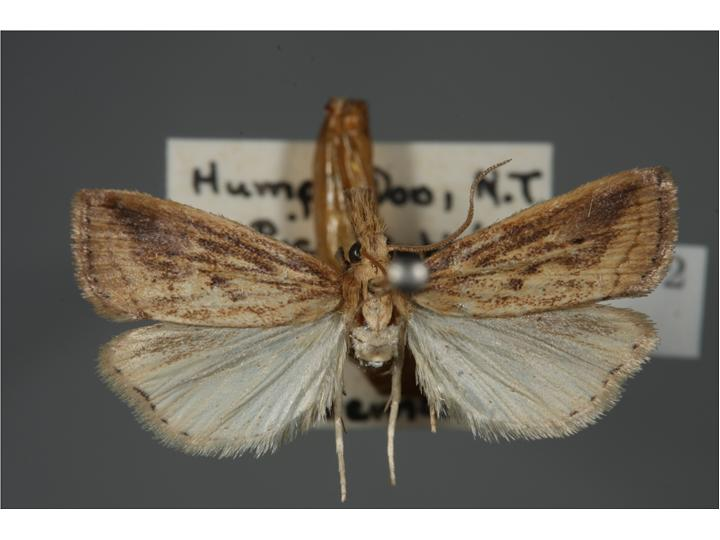
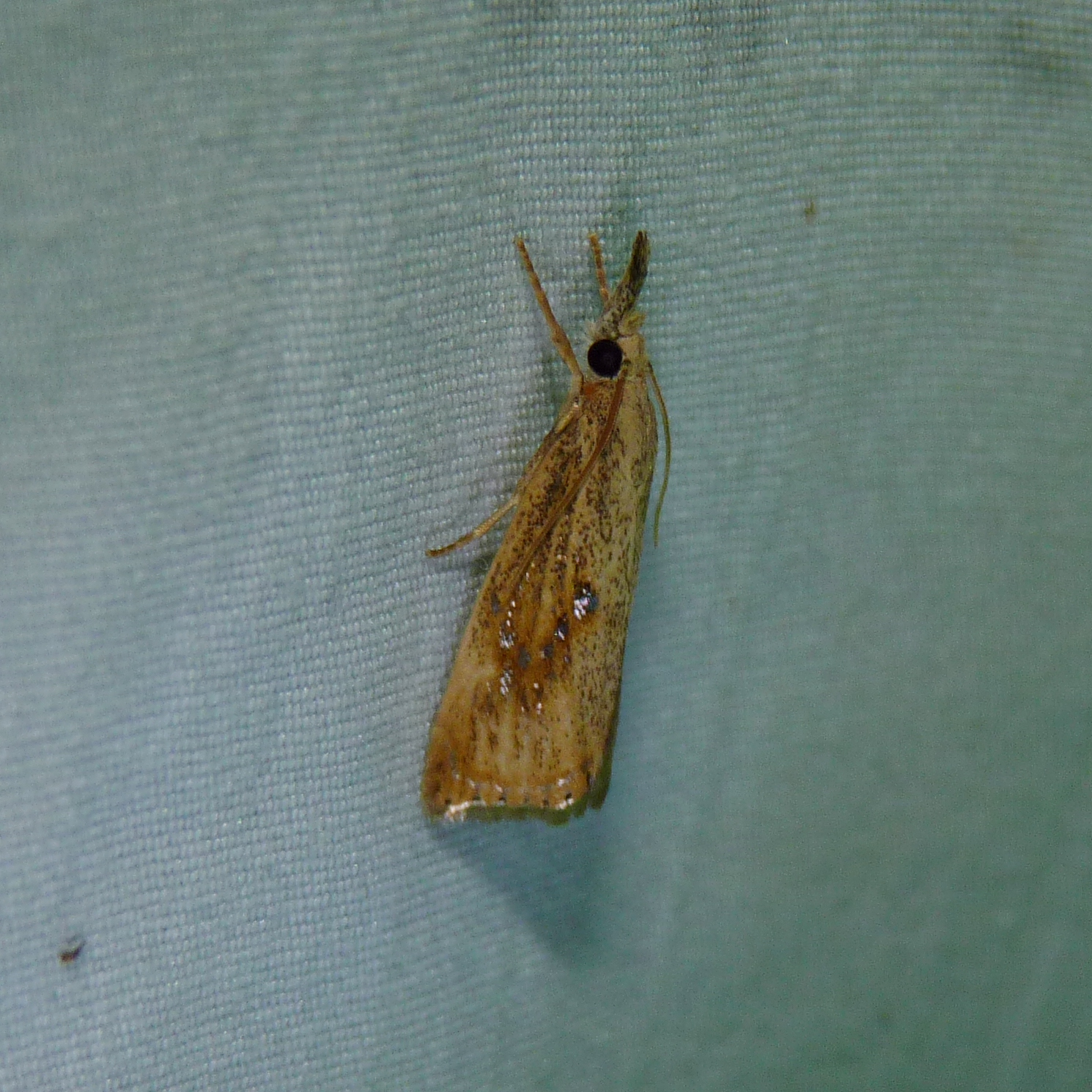
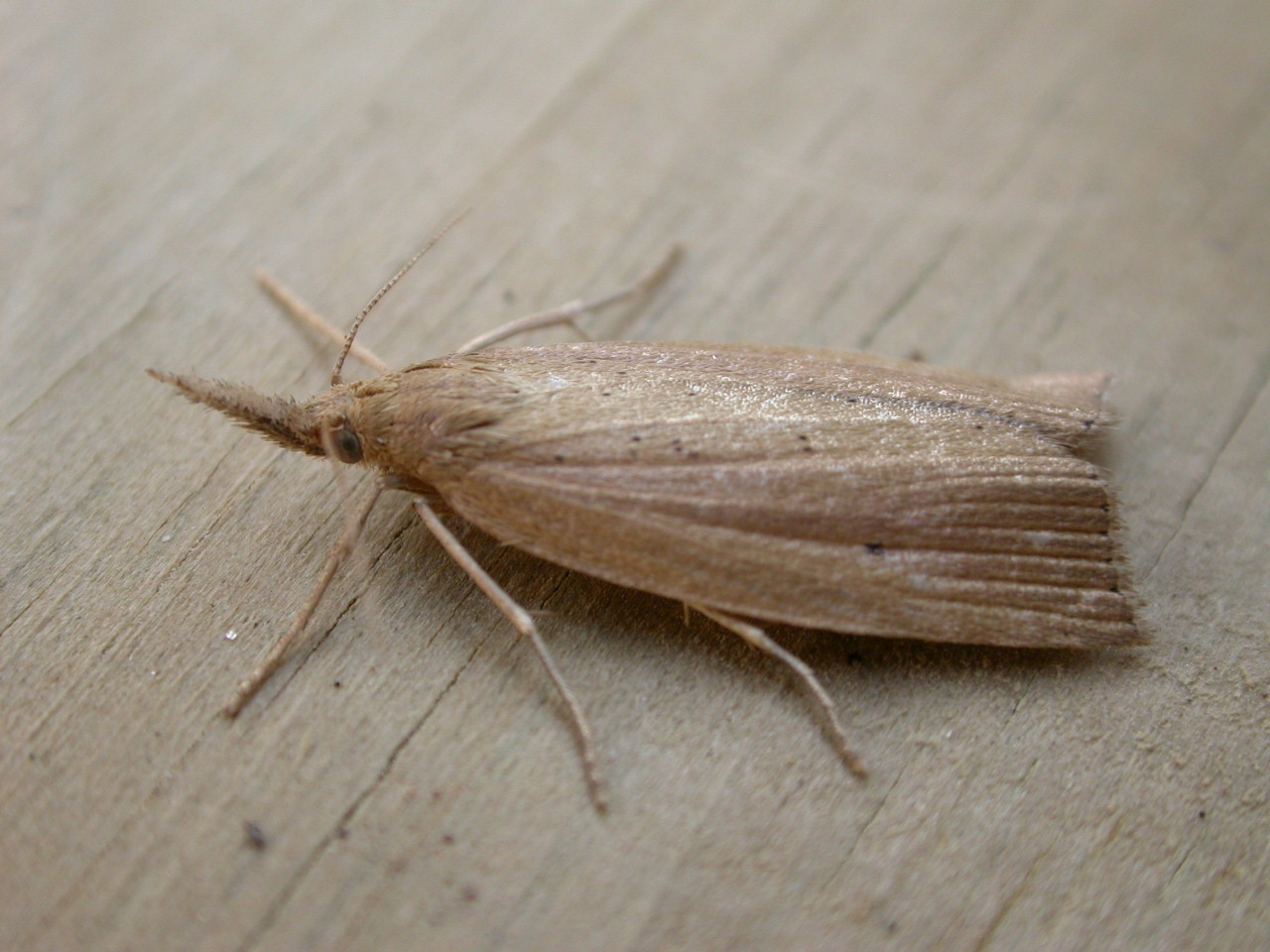
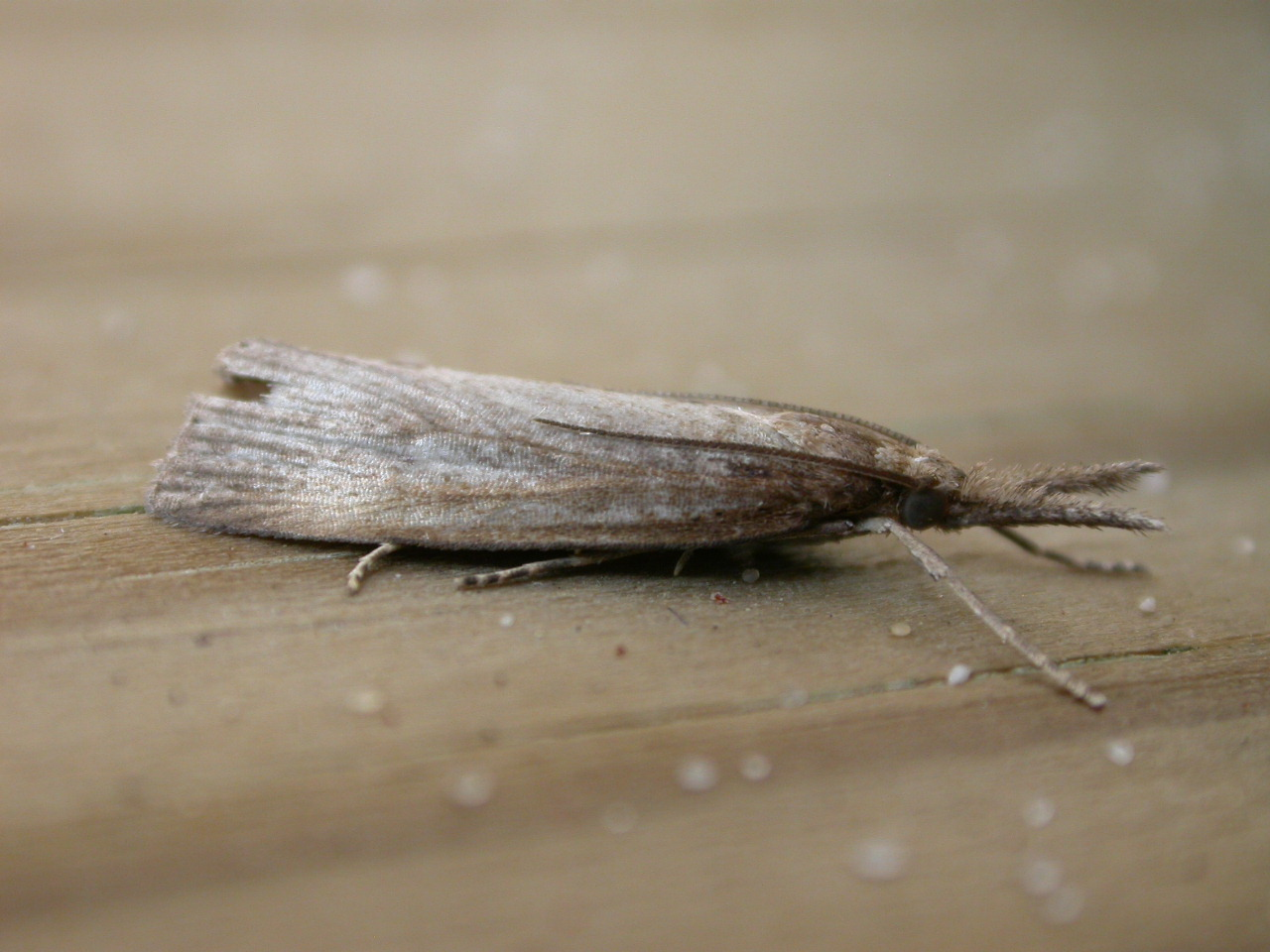
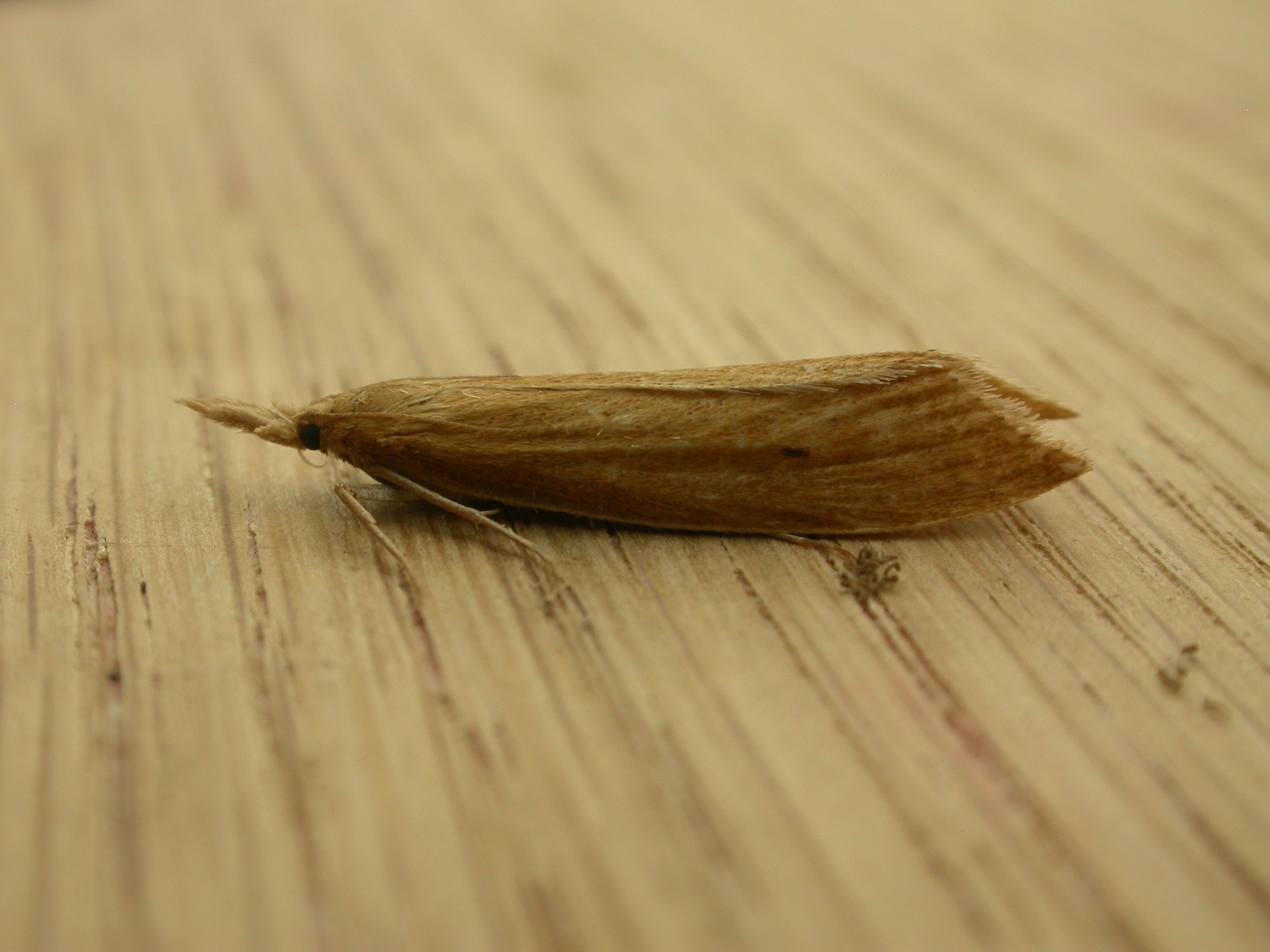

## Dottertaxa tillChilo, i alfabetisk ordning[1][2]
- Chilo acutus
- Chilo adelphilia
- Chilo agamemnon
- Chilo aleniella
- Chilo antipai
- Chilo arcuellus
- Chilo argentellus
- Chilo argentisparsalis
- Chilo argyrogramma
- Chilo argyrolepia
- Chilo argyropasta
- Chilo auricilia
- Chilo bandra
- Chilo batri
- Chilo boxanus
- Chilo brevipalpellus
- Chilo calamina
- Chilo camptulatalis
- Chilo ceylonica
- Chilo chiriquitensis
- Chilo christophi
- Chilo cinnamomellus
- Chilo concolorellus
- Chilo coniorta
- Chilo costifusalis
- Chilo crossosticha
- Chilo crypsimetalla
- Chilo dailingensis
- Chilo decrepitellus
- Chilo demotellus
- Chilo densella
- Chilo diffusilinea
- Chilo dubia
- Chilo erianthalis
- Chilo fernaldalis
- Chilo fernandezi
- Chilo fuscata
- Chilo gemininotalis
- Chilo gensanellus
- Chilo hexhex
- Chilo hyrax
- Chilo idalis
- Chilo ikri
- Chilo incerta
- Chilo infuscatellus
- Chilo intermediellus
- Chilo izuensis
- Chilo kanra
- Chilo kapaurensis
- Chilo latmiadelis
- Chilo lemarchandellus
- Chilo lingulatellus
- Chilo lomydellus
- Chilo louisiadalis
- Chilo luniferalis
- Chilo luteellus
- Chilo lutulentalis
- Chilo mauriciellus
- Chilo mercatorius
- Chilo mesoplagalis
- Chilo molydellus
- Chilo multilineatella
- Chilo nigricellus
- Chilo niponella
- Chilo ochrileucalis
- Chilo orichalcociliella
- Chilo oryzae
- Chilo oryzaeellus
- Chilo pallidifascia
- Chilo panici
- Chilo partellus
- Chilo perfusalis
- Chilo perpulverea
- Chilo phaeosema
- Chilo phragmitella
- Chilo phragmitellus
- Chilo plejadellus
- Chilo plumbosellus
- Chilo polychrysa
- Chilo popescugorji
- Chilo prolatella
- Chilo psammathis
- Chilo pseudoplumbellus
- Chilo pulverata
- Chilo pulverosellus
- Chilo quirimbellus
- Chilo recalvus
- Chilo rhombea
- Chilo sabuliferus
- Chilo saccharellus
- Chilo saccharicola
- Chilo sacchariphagus
- Chilo shariinensis
- Chilo simplex
- Chilo spatiosellus
- Chilo sticticraspis
- Chilo stramineella
- Chilo striatalis
- Chilo subbivittalis
- Chilo suppressalis
- Chilo tadzhikiellus
- Chilo tamsi
- Chilo terrenellus
- Chilo thyrsis
- Chilo torquatellus
- Chilo tumidicostalis
- Chilo venosatus
- Chilo vergilius
- Chilo williami
- Chilo virgosa
- Chilo yichunensis
- Chilo zacconius
- Chilo zizaniae
- Chilo zonellus
- Chilo zoriandellus